# Eddie Gustafsson
Douglas Edward „Eddie“ Alexander Gustafsson McIntosh (* 31. Januar 1977 in Philadelphia, Pennsylvania) ist ein ehemaliger schwedischer Fußballspieler. Der Torwart, der 2000 in der schwedischen Nationalmannschaft debütierte, spielte im Laufe seiner bisherigen Karriere in Schweden, Norwegen und Österreich.

## Werdegang

### Karrierebeginn in Schweden
Kurz nachdem Gustafsson mit seiner Familie nach Schweden übergesiedelt war, begann er 1983 mit dem Fußballspielen, als er sich IFK Stockholm anschloss. Beim Hauptstadtverein durchlief er die Jugendmannschaften und spielte sich in die diversen Juniorennationalmannschaften des Svenska Fotbollförbundet. Mitte der 1990er Jahre rückte er als Ersatztorhüter in den Kader der Männermannschaft seines Heimatvereins. In der Spielzeit 1994 kam er in der drittklassigen Division 2 Östra Sveland zu seinem Debüt im Erwachsenenfußball, als der Klub in die Viertklassigkeit abstieg.
Gustafsson hatte jedoch als talentierter Nachwuchstorhüter höherklassig auf sich aufmerksam gemacht. Vor Beginn der Erstliga-Spielzeit 1995 schloss er sich dem IFK Norrköping in der Allsvenskan an und war in den folgenden Jahren Ersatztorhüter. In der Spielzeit 1998 avancierte er zum Stammtorhüter, ehe ihn eine Verletzung bremste. Nach dem Abgang des als Ersatzmann auf Leihbasis verpflichteten Norwegers Thor André Olsen Mitte 1999 verdrängte er den ebenfalls neu verpflichteten Thórdur Thórdarsson und etablierte sich erneut als Stammtorhüter des Klubs. Parallel spielte er sich in den Kreis der Nationalmannschaft und debütierte am 31. Januar 2000 beim 1:0-Erfolg über die Auswahl Dänemarks im Trikot der Landesauswahl.
Zwar war Gustafsson in den Spielzeiten 2000 und Spielzeiten 2001 an der Seite von Spielern wie Kristian Bergström, Jonas Wallerstedt, Fredrik Bild und Mathias Florén weiterhin Stammkraft im Tor des Klubs, konnte sich aber nicht in der Nationalmannschaft etablieren, da die Konkurrenz mit Magnus Kihlstedt, Mattias Asper und Magnus Hedman zu groß war. Dennoch hatte er sich außerhalb der Landesgrenzen einen Namen gemacht.

### Jahre im Ausland
Nach Ende der Spielzeit 2001 verließ Gustafsson Schweden und wechselte nach Norwegen zum von seinem Landsmann Gunder Bengtsson betreuten Molde FK, der im selben Jahr mit David Ljung und Fredrik Gustafson zwei weitere Schweden verpflichtete. Am Ende der Tippeligaen-Spielzeit 2002, in der er in 25 Ligaspielen auflief, qualifizierte er sich mit dem Verein als Tabellenzweiter hinter Serienmeister Rosenborg BK für den Europapokal. Daher kehrte er im Frühjahr 2003 in den Kader der Nationalmannschaft zurück und bestritt zwei Länderspiele, konnte sich jedoch erneut nicht längerfristig in der Nationalelf etablieren. In den beiden folgenden Spielzeiten konnte er mit Molde FK nicht an den Erfolg aus seiner Debütsaison in Norwegen anknüpfen. Mit Arild Stavrum, Magnus Kihlberg, Petter Rudi und Marcus Andreasson belegte er Plätze im hinteren Mittelfeld der Tabelle und geriet in der Spielzeit 2004 in Abstiegsgefahr.
Nach Ablauf seines Vertrages bei Molde FK Ende 2004 absolvierte Gustafsson Probetrainings in Europa und Nordamerika, wechselte aber schließlich innerhalb der Tippeligaen zu Ham-Kam um den verletzten Torhüter Svein Inge Haagenrud zu ersetzen. An der Seite von Axel Smeets, Espen Olsen, Rune Buer Johansen, Ramiro Corrales und Jan Michaelsen spielte er mit dem Klub gegen den Abstieg aus der Tippeligaen, der als Tabellenzehnter der Spielzeit 2005 vermieden wurde. Daraufhin zog er innerhalb der norwegischen Eliteserie weiter und unterschrieb einen Vertrag bei Lyn Oslo. Als Teil eines schwedischen Quintetts traf er auf Johan Dahlin, der ursprünglich als Ersatztorhüter verpflichtet worden war, Henrik Dahl, Daniel Theorin und Magnus Powell. Zu Saisonbeginn verdrängte ihn Dahlin zwischen den Pfosten, so dass Gustafssons Chancen auf eine Teilnahme an der Weltmeisterschaft 2006 eingeschränkt wurden. Erst nach der Sommerpause etablierte er sich ab Juli im Tor des Hauptstadtvereins und spielte an der Seite von Chinedu Obasi, Tommy Berntsen und Steven Lustü. In den Spielzeiten 2007 und 2008 belegte er mit dem Klub Plätze im Mittelfeld der Liga. 2008 erhielt er nach Ende der Spielzeit als bester Torhüter den Kniksenprisen.

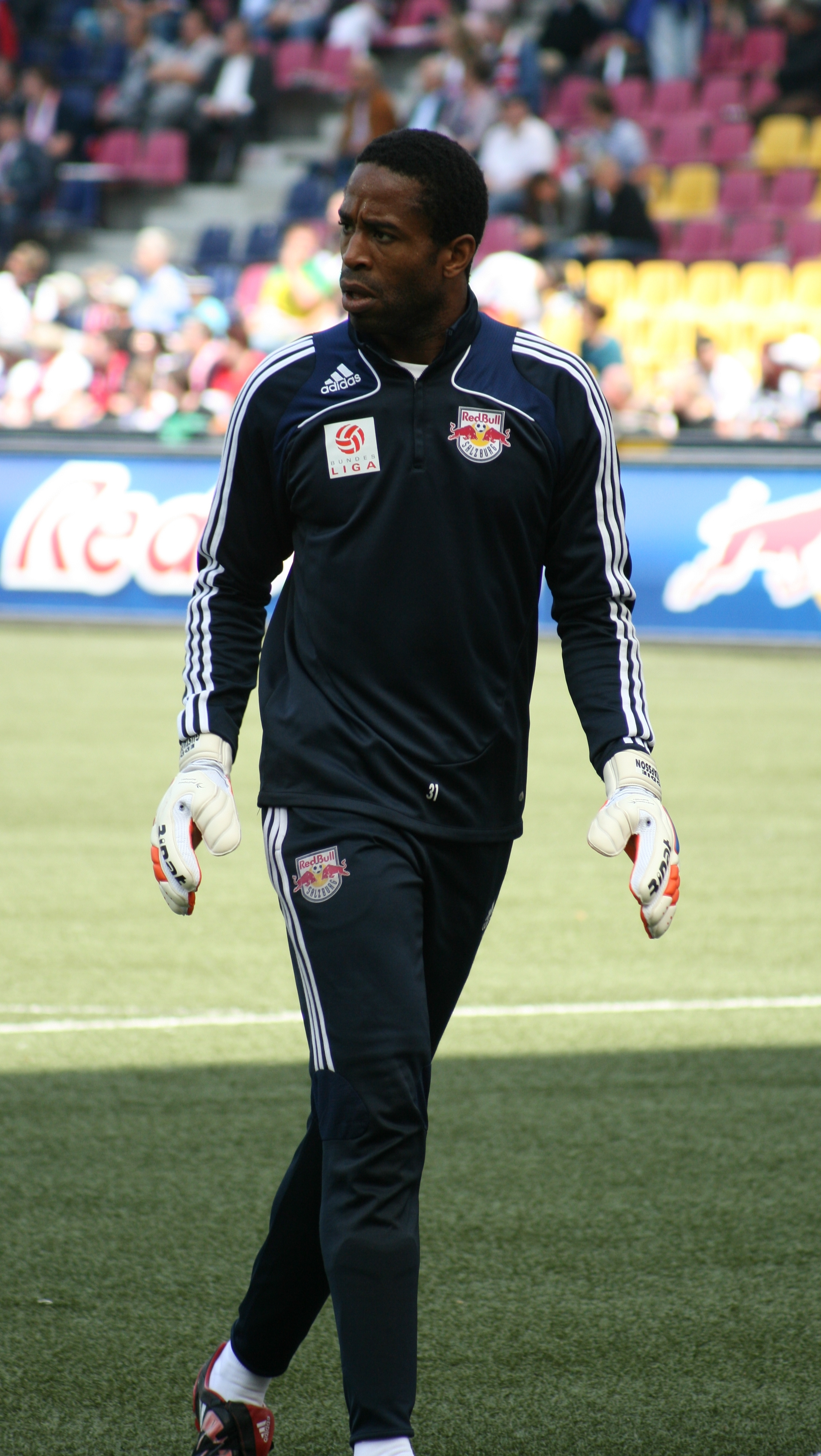
Gustafsson beim Aufwärmen

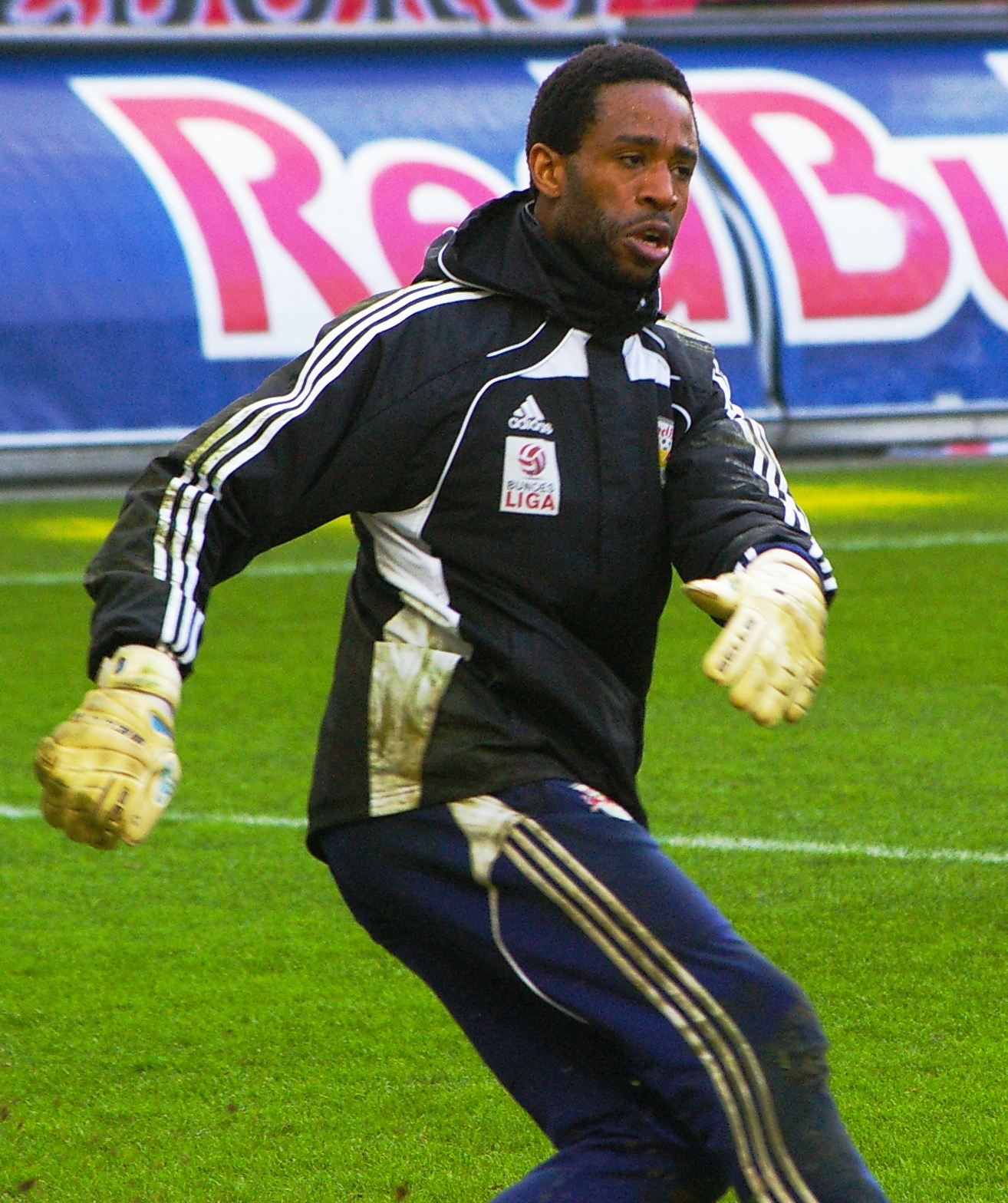
Erstes Heimspiel nach seiner Verletzungspause 5. März 2011

Am 8. Januar 2009 wurde Gustafssons Wechsel zu Red Bull Salzburg bekanntgegeben, um den verletzten Timo Ochs zu ersetzen. Er zog sich nach sechs Spielen ein Hämatom am Oberschenkel zu und fiel für einige Spiele aus. Nach seiner Rückkehr auf den Fußballplatz im Mai gewann er mit der von Co Adriaanse betreuten Mannschaft um Rémo Meyer, Marc Janko und Johan Vonlanthen den Meistertitel. Als Mannschaftskapitän führte er den international unter dem Namen FC Salzburg antretenden Klub durch die Qualifikationsrunden der UEFA Champions League 2009/10. Nach Erfolgen über Bohemians Dublin und Dinamo Zagreb scheiterte er mit dem Klub nach zwei Niederlagen gegen Maccabi Haifa in den Play-offs, qualifizierte sich jedoch damit für die UEFA Europa League 2009/10. Nachdem er in allen sechs Spielen der Champions-League-Qualifikation aufgelaufen war, trug er als Rückhalt zum Erreichen des K.O.-Phase im Europapokal bei. Dabei blieb die Mannschaft in der Gruppenphase gegen Lazio Rom, den FC Villarreal und Lewski Sofia ohne Punktverlust, lediglich in den Spielen gegen den Klub aus Rom kassierte er jeweils ein Tor. Im Sechzehntelfinale schied er jedoch nach einer 2:3-Auswärtsniederlage und einem 0:0-Unentschieden gegen Standard Lüttich mit dem Verein aus dem Wettbewerb aus.
Auch in der Meisterschaft war Gustafsson ein sicherer Torhüter. Als Stammspieler trug er dazu bei, dass sich der Klub im Saisonverlauf auf dem ersten Platz etablierte. Am 18. April 2010 wurde er bei einem 0:0-Auswärtsremis gegen LASK Linz durch ein Foul von Lukas Kragl schwer verletzt. Dabei erlitt er einen Schienbein- sowie einen mehrfachen Wadenbeinbruch. Der Heilungsverlauf war aber so gut, dass er die Mannschaft bereits zum entscheidenden Meisterschaftsspiel in Graz am 13. Mai 2010 begleiten und am Ende mit seinen Mitspielern die Meisterschaft feiern konnte. Von Ligapräsidenten Hans Rinner nahm er als Kapitän des FC Red Bull Salzburg den Meisterteller in Empfang. Am 19. Januar 2011 verlängerte er seinen Vertrag bei Red Bull vorzeitig um 4 Jahre und am 20. Januar stand er beim Vorbereitungsspiel gegen Spartak Moskau in Belek zum ersten Mal nach seiner Verletzung wieder im Tor der Mannschaft. Am 2. März 2011 kehrte er im Bundesligaauswärtsspiel gegen den SV Kapfenberg ins Tor der Bundesligamannschaft zurück und bestritt am 5. März 2011 gegen den SV Mattersburg sein erstes Spiel vor eigenem Publikum.
In der Saison 2011/12 konnte er aber nicht mehr an seine Leistungen aus der Zeit vor seiner Verletzung anschließen. Nach einigen Fehlern verlor er seinen Stammplatz an Alexander Walke. In der Saison 2012/13 gelang es ihm wieder, die Torhüterposition zu erreichen, da Alexander Walke einige Unsicherheiten zeigte.
In der Saison 2013/14 bestritt er am 4. Mai 2014 im Heimspiel gegen die SV Ried sein letztes Spiel. In Minute 76 wurde er gegen Péter Gulácsi ausgetauscht und von den Zuschauern mit Standing Ovations verabschiedet.

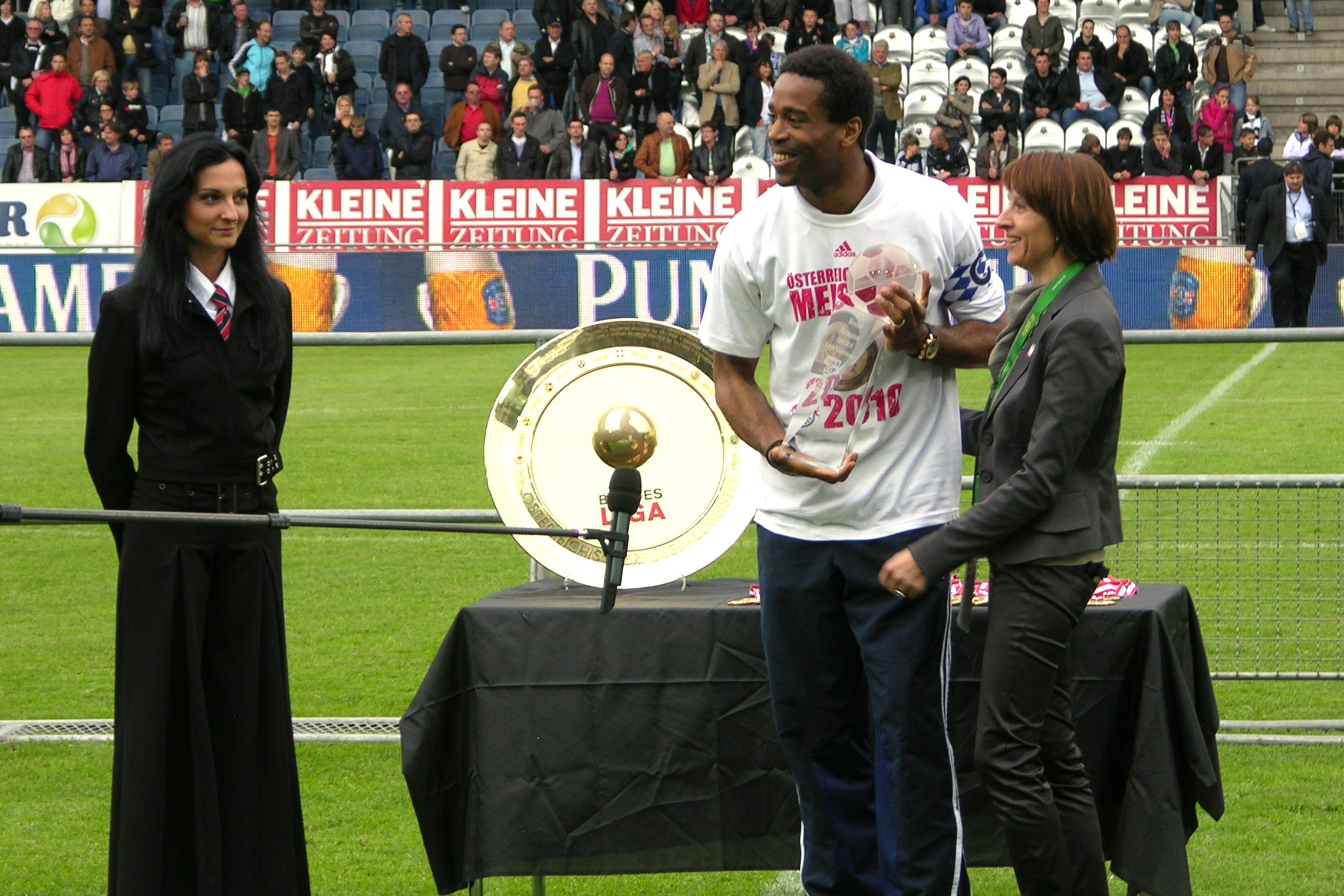
Meisterschaftsfinale 2009/10 in Graz

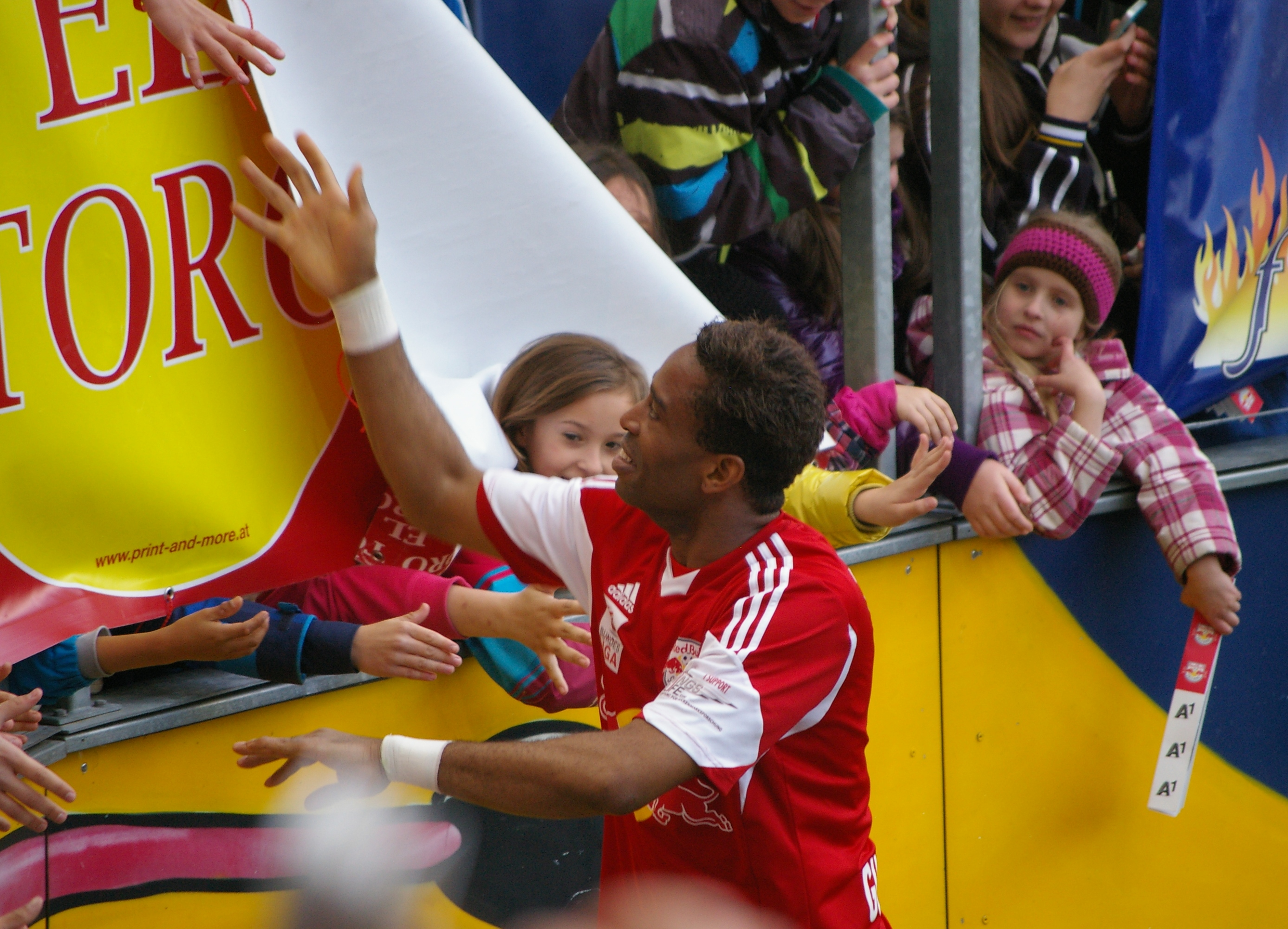
Eddie Gustafsson verabschiedet sich von den Fans

### Trainerkarriere
Seit Januar 2015 ist Gustafsson – gemeinsam mit Stefan Loch – Tormanntrainer der Akademie von Red Bull Salzburg.

## Titel und Erfolge
- Österreichischer Meister: 2009, 2010, 2012, 2014
- Torhüter des Jahres in Norwegen: 2008
- Torhüter des Jahres in Österreich: 2010
- Österreichischer Cupsieger: 2012, 2014